# Valle Crucis
Valle Crucis – jednostka osadnicza w Stanach Zjednoczonych, w stanie Karolina Północna, w hrabstwie Watauga.